# Periscyphops brevicaudatus
Periscyphops brevicaudatus là một loài chân đều trong họ Eubelidae. Loài này được Richardson miêu tả khoa học năm 1907.